# 중앙교육진흥연구소
주식회사 중앙교육진흥연구소는 1971년에 설립된 교육 전문 기업이었다. 현재와 같이 정부가 주도하는 국가 시행 모의고사 체제가 수립되기 이전, 사설 교육업체로서 최초로 대한민국 모의고사 체제를 수립함으로써 우리나라 중등 교육 평가의 새로운 지평을 열었다. 설립 당시 중앙교육측정연구회로 설립되었다가, 1981년에 중앙교육진흥연구회로 이름을 바꾸었고 후에 다시 중앙교육진흥연구소로 이름을 바꾸었다. 최종 시점, 국정 교과서와 검정 교과서 26종, 초등 교재 10종, 중등 교재 9종, 고등 교재 22종, 컴퓨터 교재 9종을 발행하였다. 모의고사 사업은 온라인 원서 접수 시스템 개발로 유명한 '유웨이'에서 사업을 인수하였으며, 이로 인해 '유웨이'는 '유웨이중앙교육'으로 사명을 바꾸고 사업을 확장했다.
그러나 2011년 5월 24일 중앙교육진흥연구소(중앙교육A+)는 부도로 기업회생절차를 밟고 있었으며, 2011년 8월 25일 회생절차가 폐지되었으며, 2011년 10월 12일 파산선고를 받았다.

## 같이 보기
- 중앙교육연구소